# Что посеешь (фильм, 1980)
«Что посеешь…» — советский фильм 1980 года снятый на киностудии «Таллинфильм» режиссёром Пеэтером Симм.

## Сюжет
По мотивам рассказа Карла Хелемяэ «Уполномоченный по весеннему севу».
Начало 1950-х годов. Комсомольский активист Майт Кукемер направлен в колхоз, чтобы увеличить темп весеннего посева. Он вовлекается в местную деревенскую жизнь, влюбляется в местную пионерскую активистку, молодую женщину по имени Лиина. Колхозники во главе с председателем не спешат в поля, которые после весеннего половодья не готовы к севу. Кукмер понимает, что крестьянский опыт вернее бездумного указания центральной власти.

## В ролях
- Арво Кукумяги — Майт Кукемери, комсомолец
- Тыну Карк — Харальд Тувике, председатель колхоза
- Кальё Комиссаров — Тамм, секретарь районного комитета партии
- Реэт Паавел — Лийна Аас
- Аарне-Мати Юкскюла — Михкель Аас, отец Лийны
- Инес Ару — мама Лийны
- Вийре Вальдма — Реэт Пярн
- Урмас Кибуспуу — Видрик Китс
- Паул Поом — Пеэтер Виксур
- Айре Йохансон — Аста Виксур, жена Пеэтера Виксура
- Прийт Адамсон — Ассер
- Хелле Кунингас — тётя Ассера
- Эльмар Кивило — старик
- Энекен Прикс — секретарь

Закадровый текст читает Павел Кашлаков.
Фильм озвучен на киностудии «Ленфильм».

## Фестивали и награды
- 1981 — II Всесоюзная неделя-смотр работ молодых кинематографистов — диплом за лучшую режиссёрскую работу (Пеэтер Симм)
- 1982 — XV Всесоюзный кинофестиваль — Приз жюри и диплом за лучший режиссерский дебют (Пеэтер Симм), а также приз и диплом за лучшее исполнение мужской роли (Арво Кукумяги)
- 1983 — XXIV Международный кинофестиваль в Сан-Ремо (Италия) — Специальная премия жюри